# Hassantornet

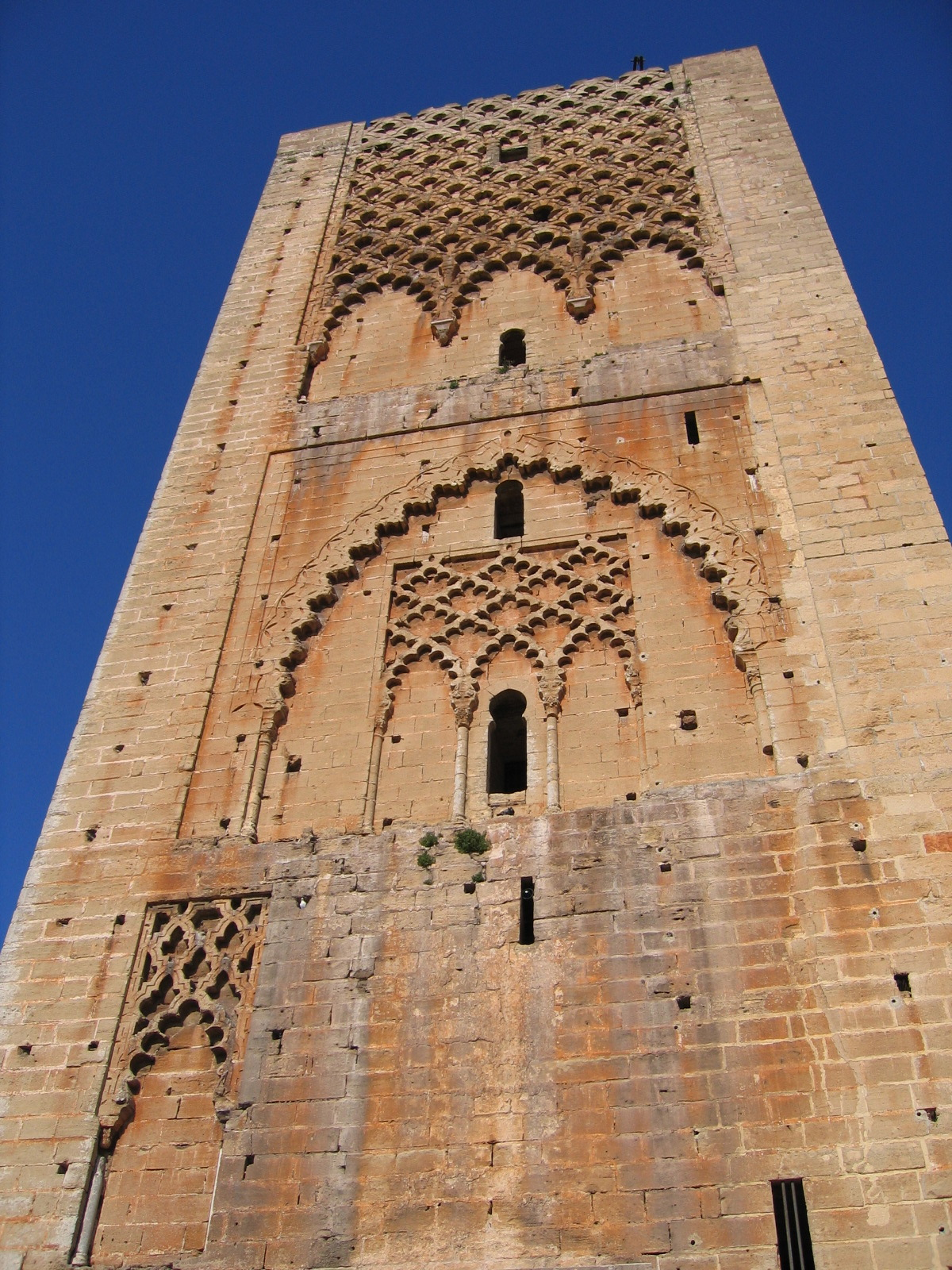
Hassantornet

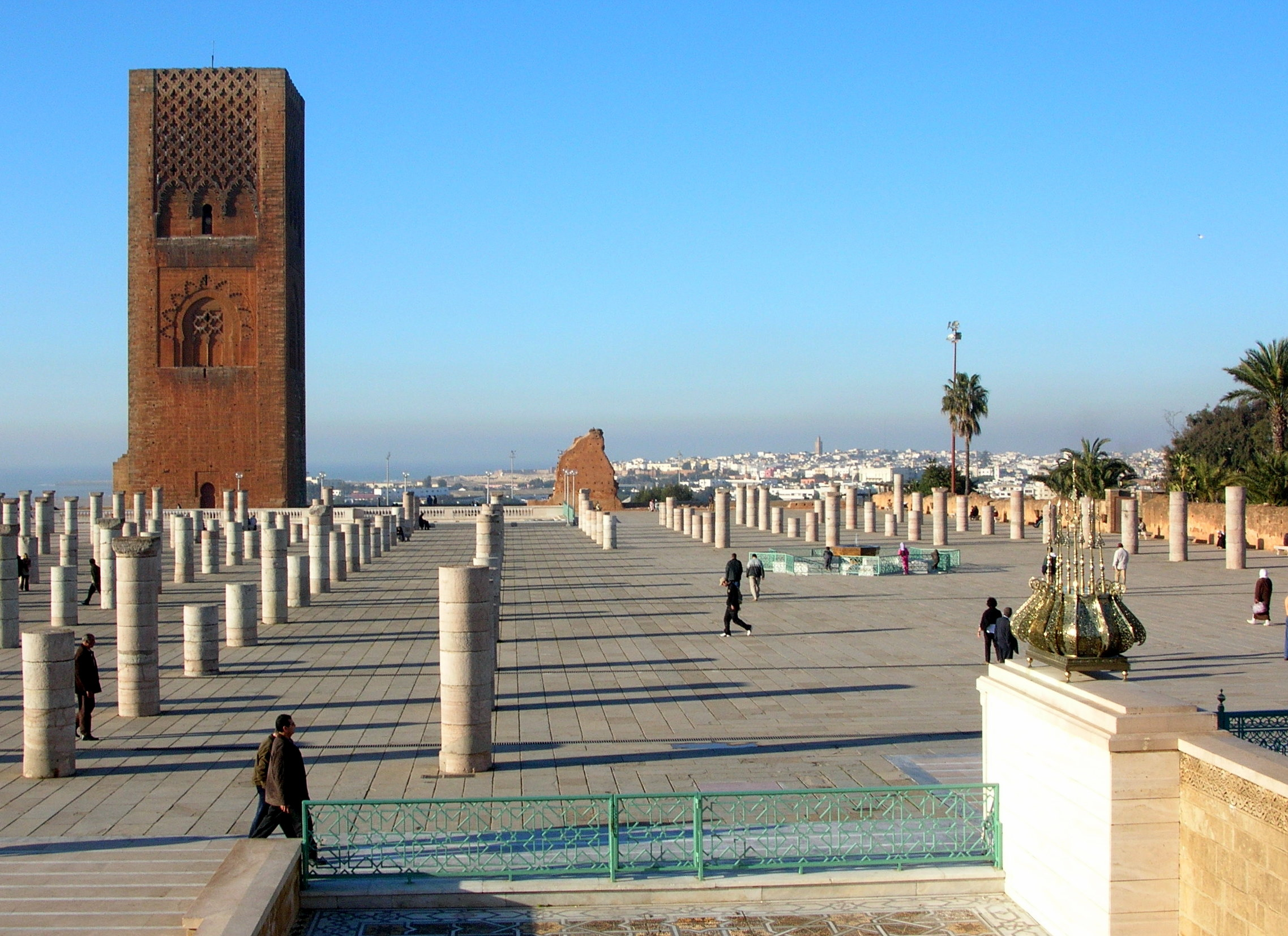
Hassantornet

Hassantornet (arabiska: صومعة حسان) är en minaret till en icke fullbordad moské i Rabat, Marocko. Tornet påbörjades 1195 och planerades att bli världens största minaret kopplat till världens största moské. 1199 dog dock sultanen Yaqub al-Mansur och byggandet stoppades. Hassantornet blev bara 44 meter, ungefär hälften av sin planerade höjd på 86 meter och resten av moskén lämnades också ofärdig. Tornet är gjort av röd sandsten och är tillsammans med den ofärdiga moskén och Mohammed V:s mausoleum (byggt 1971) ett viktigt turistmål. Tornet finns sedan 1995 uppsatt på förhandslistan till att bli ett officiellt Världsarv inom kulturkategorin..